# Billion Electric
Billion Electric (Taiex: #3027), com sede em Taiwan, é uma empresa de eletrônicos fundada em 1973.
Sua linha de modems/ roteadores ADSL foi introduzida na Austrália em 2002. Desde então, recursos foram adicionados, incluindo switches de 4 portas, wireless, VoIP e terminação VPN.